# Romanzo di Enea
Il romanzo di Enea è un romanzo cavalleresco medievale francese scritto intorno all'anno 1160. Si ignora l'identità dell'autore. L'argomento trattato dal romanzo è il mito di Enea, raccontato in 10 156 versi ottosillabi.
L'autore finge di tradurre l'Eneide di Virgilio, in realtà racconta soprattutto la storia d'amore tra Enea e Lavinia. Esiste una traduzione libera in poesia epica, scritta in alto tedesco medio da Hendrik van Veldeke.
L'opera fu stampata per la prima volta ad Halle nel 1891 e pubblicata a cura di Jacques Salverda de Grave. Fu in seguito ripubblicata a Parigi nel 1925.